# Витязь, Пётр Александрович
Пётр Алекса́ндрович Ви́тязь (род. 6 августа 1936, деревня Первомайская, Пружанский повет, Полесское воеводство, Польша) — белорусский учёный в области разработки новых материалов, технологий и машиностроения. Академик Национальной академии наук Беларуси (1994; чл.-кор. с 1989), доктор технических наук (1983), профессор (1986). Заслуженный деятель науки БССР (1991).

## Биография
Окончил Белорусский лесотехнический институт (1960).
С 1961 года — старший инженер, главный инженер, старший научный сотрудник, заведующий сектором лаборатории порошковой металлургии Белорусского политехнического института, с 1970 года — старший преподаватель Белорусского политехнического института и одновременно руководитель отдела физико-химических исследований НИИ порошковой металлургии. С 1977 года — заместитель директора НИИ порошковой металлургии Белорусского политехнического института, с 1980 года — первый заместитель генерального директора Белорусского республиканского научно-производственного объединения порошковой металлургии и одновременно руководитель филиала кафедры Белорусского политехнического института, с 1992 года — директор НИИ порошковой металлургии Белорусского государственного научно-производственного концерна порошковой металлургии и одновременно руководитель филиала кафедры порошковой металлургии и технологии материалов Белорусской государственной политехнической академии. С 1997 года — вице-президент, с 2002 года — первый вице-президент НАН Беларуси, с 2004 года — первый заместитель Председателя Президиума НАН Беларуси. С января 2012 года — руководитель аппарата Национальной академии наук Беларуси.

## Научная деятельность
Научные работы в области разработки теоретических и практических основ создания пористых порошковых материалов на основе металлических и керамических порошков и неорганических волокон: новых материалов с использованием механического легирования и плазмохимического синтеза; конструкционной и функциональной керамики с повышенной вязкостью разрушения; термодинамического моделирования процессов плазменных потоков частиц металлов и технологий упрочнения и восстановления деталей методами газотермического нанесения покрытий. Под его руководством и при его личном участии разработано более 60 новых технологий и материалов, по которым освоено опытное и промышленное производство изделий для сельскохозяйственного машиностроения, автомобилестроения, станкостроения и специальной техники.
Автор более 600 научных работ, в том числе 29 монографий, более 180 изобретений.

## Основные работы
- Пористые порошковые материалы и изделия из них. — Мн.: Высшая школа, 1987 (совм. с. В. М. Капцевичем, В. К. Шелегом).
- Механически легированные сплавы на основе алюминия и меди. — Мн.: Белорусская наука, 1998 (совм. с. Ф. Г. Ловшенко, Г. Ф. Ловшенко).
- Структура и свойства конструкционной керамики на основе сиалонов. — Мн.: Технопринт, 2002 (в соавт. Е. С. Голубцовой, Б. А. Камдиным, Х.-Й. Ритцхаунт-Кляйсел).
- Синтез и применение сверхтвердых материалов. — Мн.: Белорусская наука, 2005 (совместно с В. Д. Грицук, В. Т. Сенють).
- Основы нанесения износостойких, коррозионно-стойких и теплозащитных покрытий. — Мн., 2006 (совм. с. А. Ф. Ильющенко, А. И. Шевцовым).
- Материаловедение. — Мн.: ИВЦ Минфина, 2008 (в соавт.).

## Премии и награды
- Государственная премия БССР 1980 г. за разработку и внедрение в народное хозяйство новых пористых материалов и изделий на основе металлических порошков.
- Орден Дружбы народов (1986).
- Премия Совета Министров СССР 1987 года за разработку и внедрение в народное хозяйство новых порошковых материалов и изделий.
- Медаль Франциска Скорины (1996).
- Орден Отечества III степени (16 октября 2001 года)[4].
- Медаль «За вклад в создание Евразийского экономического союза» III степени (8 мая 2015 года, Высший совет Евразийского экономического союза)[5]
- Премия НАН Беларуси и Сибирского отделения РАН им. академика В. А. Коптюга (2002).
- Премия академий наук Украины, Белоруссии и Молдовы (2007).
- Орден Отечества II степени (2009).
- Межгосударственная премия СНГ «Звёзды Содружества» за 2018 год[6].
- Премия Союзного государства в области науки и техники 2021 года (2022) — за разработку, создание и использование Белорусской космической системы дистанционного зондирования Земли и российско-белорусской орбитальной группировки Белорусского космического аппарата «БКА» и спутника «Канопус-В» в интересах Союзного государства[7].